# Donutekonomi: Sju principer för en framtida ekonomi
Donutekonomi: Sju principer för en framtida ekonomi (originalspråk engelska: Doughnut Economics: Seven Ways to Think Like a 21st Century Economist) är en populärvetenskaplig fackbok av författaren Kate Raworth. Boken har bland annat blivit omskriven i The Guardian och omtalad i vetenskapsprogrammet Klotet på Sveriges Radio. Kate resonerar i boken om det  handlingsutrymme som mänskligheten har för att inte överskrida naturens eller planetens gränser. Detta illustreras i boken med en munk, eller donut på engelska. 